# Касаи, Харука
Харука Касаи (яп. 葛西 春香; род. 4 февраля 2004, Саппоро) — японская лыжница, выступающая в лыжном двоеборье. Двукратный бронзовый призёр чемпионатов мира, чемпионка зимней Универсиады 2023 года.

## Карьера
Харука Касаи представляла Японию на зимних юношеских Олимпийских играх 2020 года, где заняла 9-е место в индивидуальных соревнованиях по лыжному двоеборью среди девушек.
В декабре 2021 года Касаи выиграла женское первенство на турнире Nordic Ski Yoshida Cup по прыжкам с трамплина. Завоевала серебряные медали как в личном двоеборье, так и в командных соревнованиях по прыжкам с трамплина на чемпионате мира по лыжным гонкам среди юниоров 2022 года. На Кубке мира FIS по лыжному двоеборью 2021/22 годов Харука Касаи дважды поднималась на подиум.
В 2023 году, на чемпионате мира в Словении, японская лыжница в индивидуальных соревнованиях двоеборок пришла к финишу третьей, став призёром мирового первенства в 19 лет.
На зимних университетских играх 2023 года в Лейк-Плэсиде Харука Касаи завоевала золото в индивидуальной гонке по лыжному двоеборью среди женщин и серебро в массовом старте.
В сезоне 2024/2025 года японская спортсменка регулярно поднималась на подиумы различных этапов.
На чемпионате мира 2025 года в Тронхейме в масс-старте завоевала бронзовую медаль. 

## Личная жизнь
Младшая сестра-близнец — Юна Касаи, также занимается лыжным двоеборьем. Вместе они учились в неполной средней школе Нисино, а затем перешли в среднюю школу Саппоро при Токайском университете. Затем обе поступили на факультет спортивных наук Университета Васэда.

### Чемпионат мира
- 2 медали (2 бронзы)

| Год                                                  | Возраст | NH     |
| ---------------------------------------------------- | ------- | ------ |
| Планица 2023, нормальный трамплин + 5 км             | 19      | Бронза |
| Тронхейм 2025, масс-старт 5 км + нормальный трамплин | 21      | Бронза |